# Pirata insularis
Pirata insularis este o specie de păianjeni din genul Pirata, familia Lycosidae, descrisă de Emerton, 1885. Conform Catalogue of Life specia Pirata insularis nu are subspecii cunoscute.